# New Works Programme

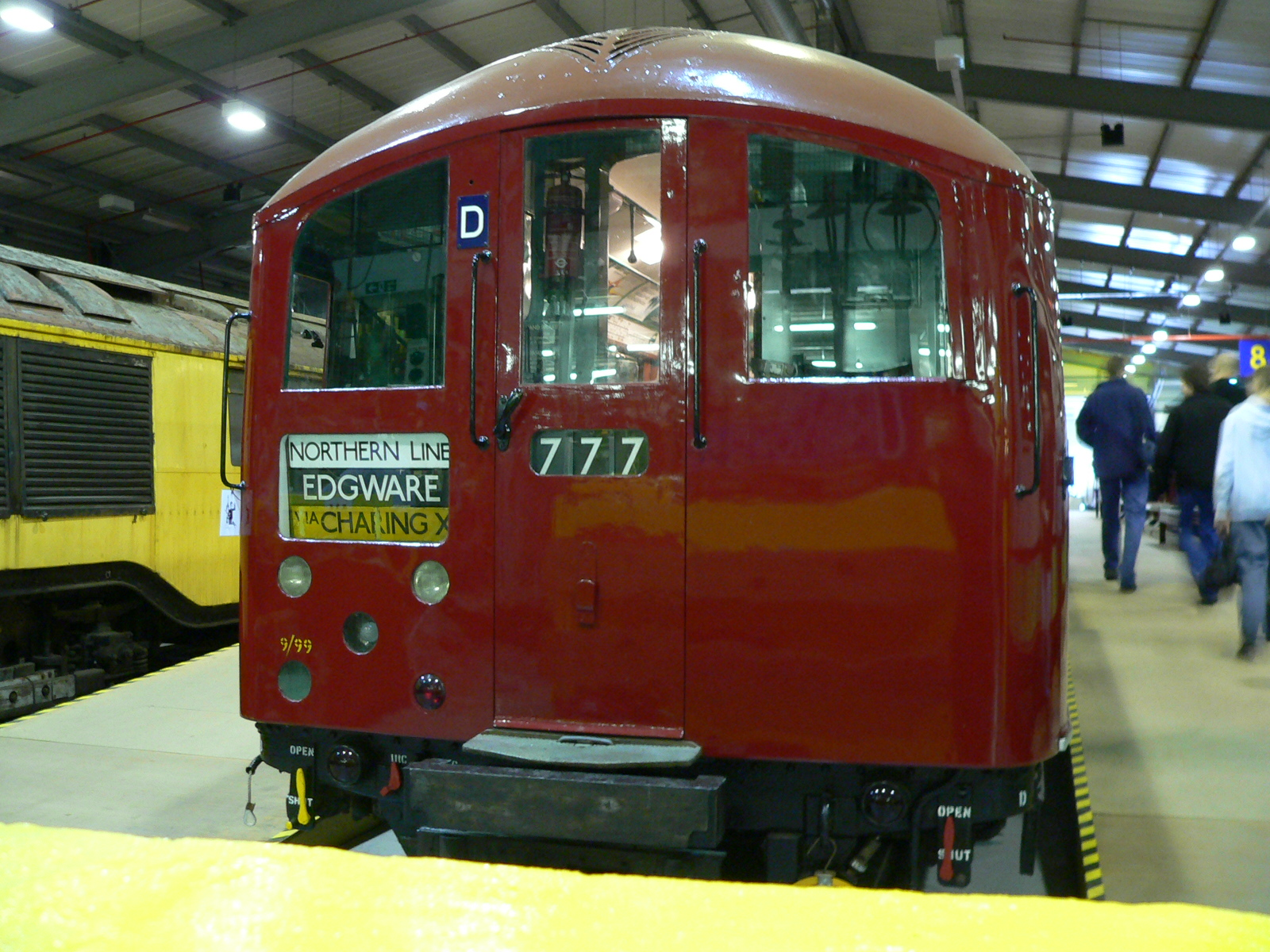
Vagó de metro del 1938, dins del New Works Programme

"New Works Programme, 1935 - 1940" (en català, nou programa d'obres) va ser el principal programa d'inversió emès pel London Passenger Transport Board (LPTB). El programa va suposar el desenvolupament de molts aspectes dels serveis del transport públic administrat per LTPB i els serveis suburbans de Great Western Railway (GWR) i London and North Eastern Railway (LNER). La inversió era en gran manera protegida per ajudes del govern, així com per l'emissió de bons financers amb un cost estimat de 42.286.000 de lliures esterlines el 1936.